# Mers
Middle East respiratory syndrome, Mers eller MERS, är en smittsam lunginflammation som först spårades i Jordanien och Saudiarabien i april 2012 och som orsakas av ett coronavirus. Detta virus benämns MERS-CoV och är en släkting till och liknar det coronavirus som orsakar Sars. De länder som har drabbats mest är Saudiarabien, där ett större utbrott inträffade 2014, och Sydkorea, där ett utbrott inträffade i juni 2015.
Mers är en allmänfarlig sjukdom och anmälningspliktig sjukdom enligt smittskyddslagen (2004:168) och smittskyddsförordningen (2004:255).

Totalt antal fall i världen

## Orsak
Närmare omständigheter om sjukdomen finns ännu ingen kunskap om. Smittkällan har inte kartlagts.

## Symtom
Det första symtomet vid MERS är feber, efter cirka ett till två dygn dyker de första luftvägssymtomen upp med hosta och andfåddhet. Andra symtom kan vara aptitlöshet, muskelvärk och huvudvärk. De flesta som har bekräftats ha Mers har utvecklat allvarlig akut luftvägssjukdom med feber. Ungefär hälften av dessa människor dog.

## Dödlighet
Dödligheten är av allt att döma mycket hög. Det amerikanska smittskyddsinstitutet,  Centers for Disease Control and Prevention, hade till 30 oktober 2013 noterat 62 döda av totalt 145 konstaterade fall. Någon behandlingsmetod för att behandla mot Mers har ännu inte utvecklats, utan behandlingen går ut på att lindra symptomen.

## Spridning
Någon epidemi har inte utbrutit. Av 145 konstaterade fall från april 2012 till och med 30 oktober 2013 har 121 varit i Saudiarabien, sju i Quatar, sex i Förenade Arabemiraten och resten i fem andra länder i Västasien, Nordafrika och Västeuropa med enstaka fall. Sjukdomen sprids från sjuka individer som är i nära kontakt med andra människor.